# Бінау
Бінау (нім. Binau) — громада в Німеччині, знаходиться в землі Баден-Вюртемберг. Підпорядковується адміністративному округу Карлсруе. Входить до складу району Неккар-Оденвальд.
Площа — 4,83 км2. Населення становить 1431 ос. (станом на 31 грудня 2020).